# Libertas Wiedeń
Libertas Wiedeń – austriacki klub piłkarski, mający siedzibę w wiedeńskiej dzielnicy Ottakring, działający w latach 1914-1941.

## Historia
Chronologia nazw:
- 1914: SC Libertas Wien
- 1922: SC Libertas Wien – po fuzji z Josefstädter Sportfreunden
- 1927: SC IAF-Libertas – po fuzji z IAF (Internationaler Aßociations Fußballklub)
- 1928: FC Libertas Wien – po rozwiązaniu fuzji
- 1941: klub rozwiązano – po fuzji z SC Red Star Wien

Klub sportowy Sportclub Libertas Wien został założony w miejscowości Wiedeń w 1914 roku przez gimnazjalistów wokół Ottakringer Brunnenmarkt. W 1915 roku startował w mistrzostwach związku FBiNÖ. Potem od 1918 występował w niższych ligach mistrzostw Austrii. Krótka fuzja w 1922 roku z Josefstädter Sportfreunden rozpadła się, i aż do 1927 klub grał maksymalnie w trzeciej klasie. Po fuzji w 1927 roku z drugoligowym IAF (Internationaler Aßociations Fußballklub) klub z nazwą IAF-Libertas startował w II. Liga. Po roku fuzja rozpadła się, jednak klub kontynuował grę w drugiej lidze. W 1932 został mistrzem II. Liga A (Ost) i zdobył historyczny awans do I. Ligi. W debiutowym sezonie 1932/33 zajął 11.miejsce w tabeli ligowej. Sezon 1936/37 zakończył na 10.pozycji w Nationalliga i spadł do I. Ligi.
Wskutek aneksji Austrii przez Rzeszą Niemiecką 12 marca 1938 roku rozgrywki w Austrii były organizowane jako część mistrzostw Niemiec. Austriackie kluby walczyli w Gaulidze, a zwycięzca potem uczestniczył w rozgrywkach pucharowych o tytuł mistrza Niemiec. W 1939 roku był czwartym, a potem dwukrotnie zajmował trzecie miejsce w 1. Klasse Wien A (D2). Po zakończeniu sezonu 1940/41 nastąpiło połączenie z SC Red Star Wien, po czym klub został rozwiązany.

## Barwy klubowe, strój
|  |  |

Klub ma barwy zielono-białe.

## Sukcesy

### Trofea międzynarodowe
Nie uczestniczył w rozgrywkach europejskich (stan na 31-05-2019).

### Trofea krajowe
| \| \| Zdobyte trofea w rozgrywkach Austrii (stan na: 31-05-2019) \| |                                                            |      |                  |
| Rozgrywki                                                           | Osiągnięcie                                                | Razy | Sezon(y)         |
| · Mistrzostwo                                                       | I miejsce                                                  | 0    |                  |
| · Mistrzostwo                                                       | II miejsce                                                 | 0    |                  |
| · Mistrzostwo                                                       | III miejsce                                                | 0    |                  |
| · Mistrzostwo                                                       | 5.miejsce                                                  | 1    | 1934/35          |
| Puchar                                                              | zdobywca                                                   | 0    |                  |
| Puchar                                                              | finalista                                                  | 0    |                  |
| Puchar                                                              | półfinalista                                               | 1    | 1935/36          |
| II liga                                                             | I miejsce                                                  | 1    | 1931/32          |
| II liga                                                             | II miejsce                                                 | 0    |                  |
| II liga                                                             | III miejsce                                                | 2    | 1939/40, 1940/41 |
| Austria                                                             | Zdobyte trofea w rozgrywkach Austrii (stan na: 31-05-2019) |      |                  |

## Poszczególne sezony

### Rozgrywki międzynarodowe

#### Europejskie puchary
Nie uczestniczył w rozgrywkach europejskich.

### Rozgrywki krajowe
| \| Austria \| Bilans występów klubu w rozgrywkach piłkarskich Austrii (Stan na 31 maja 2019 r.) \| \| |                                                                                   |        |       |   |   |   |    |    |     |                      |        |        |      |
| Poziom                                                                                                | Rozgrywki                                                                         | Sezony | Mecze | Z | R | P | B+ | B– | Pkt | Lata                 | Awanse | Spadki | Naj. |
| I | I. Liga/ Nationalliga                                                             | 5      |       |   |   |   |    |    |     | 1932–1937            | 0      | 1      | 5    |
| II | II. Liga/ Bezirksklasse Wien A/ 1. Klasse Wien A                                  | 9      |       |   |   |   |    |    |     | 1927–1932, 1937–1941 | 1      | 0      | 1    |
| III                                                                                                   | 3. Klasse                                                                         | ?      |       |   |   |   |    |    |     | 19??–1927            | 1      | ?      | ?    |
| | Puchar Austrii                                                                    | ?      |       |   |   |   |    |    |     | 1919–1938            | 0      | 0      | 1/2  |
| Austria                                                                                               | Bilans występów klubu w rozgrywkach piłkarskich Austrii (Stan na 31 maja 2019 r.) |        |       |   |   |   |    |    |     |                      |        |        |      |

## Struktura klubu

### Stadion
Klub piłkarski rozgrywał swoje mecze domowe na stadionie Sportplatz Libertas w Wiedniu, który może pomieścić 1 000 widzów. Ponieważ Sportplatz Libertas okazało się za małe dla I. ligi, klub podnajmował stadion Dornbacher Sport-Club-Platz, a później Schönbrunner Platz przy Rosasgasse (domowy stadion SC Wacker).

## Kibice i rywalizacja z innymi klubami

### Derby
- Admira Wiedeń
- Austria Wiedeń
- Brigittenauer AC
- FC Wien
- First Vienna FC 1894
- Floridsdorfer AC
- Hakoah Wiedeń
- Rapid Wiedeń
- Wacker Wiedeń
- Wiener AC
- Wiener SC